# Beardsley (Minnesota)
Beardsley es una ciudad situada en el condado de Big Stone, Minnesota, Estados Unidos. Tiene una población estimada, a mediados de 2023, de 210 habitantes.

## Geografía
La localidad está ubicada en las coordenadas 45°33′28″N 96°42′52″O / 45.55778, -96.71444 (45.557826, -96.714484). Según la Oficina del Censo, tiene una superficie total de 1.23 km², de los cuales 1.22 km² corresponden a tierra firme y 0.01 km² están cubiertos de agua.

## Demografía
Según el censo de 2020, en ese momento había 216 personas residiendo en la localidad. La densidad de población era de 177.05 hab./km². El 93.98% de los habitantes eran blancos, el 2.78% eran de otras razas y el 3.24% eran de una mezcla de razas. Del total de la población, el 1.39% eran hispanos o latinos de cualquier raza.